# Monifieth
Monifieth (gael. Monadh Fèithe) jest małym miastem położonym na wschodnim wybrzeżu Szkocji w pobliżu miasta Dundee. Administracyjnie jest częścią jednostki terytorialnej Angus.

## Edukacja
W Monifieth są trzy szkoły: dwie podstawowe – Grange Primary School i Seaview Primary School oraz szkoła średnia Monifieth High School.